# إدموند شابمان
إدموند شابمان (بالإنجليزية: Edmund Chapman)‏ (1695 بإنجلترا في المملكة المتحدة - 30 يوليو 1763) هو لاعب كريكت بريطاني (وحمل سابقاً جنسية مملكة بريطانيا العظمى). لعب مع Chertsey Cricket Club ‏.